# Assedio di Uehara
L′assedio di Uehara fu il primo di molti scontri portati da Takeda Shingen per prendere il controllo della provincia di Shinano. Il castello di Uehara era controllato da Suwa Yorishige prima di essere conquistato da Shingen.